# Municipio de Cedar (condado de Greene)
El municipio de Cedar (en inglés: Cedar Township) es un municipio ubicado en el condado de Greene en el estado estadounidense de Iowa. En el año 2010 tenía una población de 158 habitantes y una densidad poblacional de 1,72 personas por km².

## Geografía
El municipio de Cedar se encuentra ubicado en las coordenadas 42°10′0″N 94°34′9″O / 42.16667, -94.56917. Según la Oficina del Censo de los Estados Unidos, el municipio tiene una superficie total de 92.07 km², de la cual 92 km² corresponden a tierra firme y (0,08 %) 0,08 km² es agua.

## Demografía
Según el censo de 2010, había 158 personas residiendo en el municipio de Cedar. La densidad de población era de 1,72 hab./km². De los 158 habitantes, el municipio de Cedar estaba compuesto por el 99,37 % blancos, el 0,63 % eran asiáticos. Del total de la población el 1,9 % eran hispanos o latinos de cualquier raza.